# Amsterdamer Schule (Theologie)
Als Amsterdamer Schule wird in der Theologie eine Gruppe vorwiegend evangelisch-reformierter Theologen in den Niederlanden in der zweiten Hälfte des 20. Jahrhunderts bezeichnet, die bewusst jüdische Sichtweisen einbezogen und das Lernen aus der hebräischen Bibel förderten. Sie postulierten, dass bei Bibelübersetzungen, im Bibelverständnis und in der Bibelwissenschaft Christen kein Monopol hätten, weil jüdische Gelehrte bereits Eigenständiges und Wesentliches beigetragen hätten.
Die Amsterdamer Schule ist keine fest umrissene Bewegung, sondern vereint Personen, die ähnliche Sichtweisen auf die Bibel gewonnen haben. Es lassen sich vier Richtungen unterscheiden:
- alttestamentliche Richtung
- biblisch-theologische Richtung
- politische Richtung
- liturgische Richtung

Einige der beteiligten Personen lassen sich mehr als einer Richtung zuordnen.

## Geschichtlicher Hintergrund und Entwicklung
In Amsterdam hat der Austausch und das gegenseitige Lernen von Christen und Juden eine lange Tradition. Für viele Juden war Amsterdam nach der Vertreibung aus Spanien 1492 und aus Portugal 1497 zur neuen, sicheren Heimat, zum „Jerusalem des Westens“ geworden. Sie nannten die Stadt auch „Mokum“, „den ersten Ort“ (hebräisch „Makom Alef“). Die christlich-jüdische Koexistenz wurde erst 1942 jäh unterbrochen, als die Nationalsozialisten die Juden aus den Niederlanden deportierten und umbrachten. Sie wirkte aber weiter und wurde nach dem Zweiten Weltkrieg teilweise wieder aufgebaut.
In den Jahren von 1960 bis 2000 lag das inspirierende Zentrum der Amsterdamer Schule an der Theologischen Fakultät der Freien Universität Amsterdam. Dort kamen Theologieprofessoren, Dozenten, Mitarbeitende und Studierende zusammen, die sich gegenseitig beeinflussten und beflügelten, damit die „Bibel Schule machen konnte“. Das hatte Auswirkungen in den Niederlanden, in Deutschland und in Tschechien.

## Alttestamentliche Richtung
Die Innenstadt von Amsterdam war der gemeinsame Ort und Lebensraum von Juden und Christen, die gemeinsame Heilige Schrift war die hebräische Bibel. Aus der anfänglich evangelisch-reformierten Dominanz wurde ein Nebeneinander und schließlich eine Koexistenz, die  gegenseitige Akzeptanz, Achtung und voneinander Lernen möglich machte. 1924 wurde Jehuda Lion Palache aus der israelitisch-portugiesischen Gemeinde an die Theologische Fakultät der Freien Universität Amsterdam berufen. Als jüdischer Sprachwissenschaftler lehrte er Altes Testament in einem mehrheitlich evangelisch-reformierten Umfeld. Er hielt die damalige Literarkritik am Alten Testament für überzogen, denn er hatte ein großes literarisches Verständnis für dessen Erzählungen und Schriften. 1944 wurde er über Westerbork nach Theresienstadt deportiert und im KZ Auschwitz ermordet.
Im Jahr 1946 wurde Martinus Adrianus Beek (1909–1987) auf den Lehrstuhl für Altes Testament berufen. Er hatte bei Bernardus Dirk Eerdmans, Albrecht Alt und Gerhard von Rad studiert. Zudem wurde er von L. Seeligmann und Martin Buber beeinflusst. Beek waren literaturwissenschaftliche Methoden und die Spätdatierung wichtig, gleichzeitig kritisierte er aber die Urkundenhypothese und die Quellenscheidung.
Im Jahr 1975 wurde Karel Adriaan Deurloo Nachfolger von Beek als Professor für Altes Testament. Er war auch ein Schüler von Breukelman und verkörperte somit die ersten zwei Richtungen der Amsterdamer Schule. Deurloo gilt als deren wichtigster Repräsentant. Sein großes Tätigkeitsfeld umfasste Predigten, kirchliche Vorträge, Weiterbildungsseminare für Pfarrer, wissenschaftliche und populäre Publikationen, Radio- und Fernsehprogramme und Texte für Musicals und kirchliche Lieder.

## Biblisch-theologische Richtung
Hier geht es um die Hauptrichtung der Amsterdamer Schule. Neben der Auseinandersetzung mit der hebräischen Bibel geht es bei dieser Richtung auch um die Reflexion evangelisch-reformierter Dogmatik und Tradition. Frans Hendrik Breukelman war derjenige, der diese beiden Ansätze am stärksten verkörperte und verbreitete. Er war von 1968 bis 1981 wissenschaftlicher Mitarbeiter für Dogmatik und Hermeneutik an der Theologischen Fakultät der Freien Universität Amsterdam. Die Initiative dafür ging jedoch von Theologiestudierenden aus, da der extravertierte und wortgewaltige Breukelman in akademischen Kreisen auf Skepsis gestoßen war. Breukelman setzte folgende Prämissen:
- Übersetzungstradition nach Johannes Calvin und der niederländischen „Statenvertaling“ von 1637 weiterführen
- Eigenständigkeit der hebräischen Bibel gelten lassen
- kolometrische Gliederung des Bibeltextes beachten, wie es Martin Buber und Franz Rosenzweig aufgezeigt hatten
- biblische Grundworte beachten und gewichten, die vom Besonderen (Israel) zum Allgemeinen (alle Völker und Menschen) tendieren
- Rezeption der Theologie von Karl Barth einfließen lassen.[5]

### Bibelverständnis
Im Bibelverständnis der Amsterdamer Schule geht es um die Dialektik von Lesen und Hören (nach Nico Adriaan van Uechelen):
- literarisches Auge für den Text
- theologisches Ohr für das Wort
- hörend lesen, lesend hören und lernen
- Text zum Klingen bringen, so dass er sich vernehmen lässt und zur Ansprache wird (hören im eigentlichen Sinn)

### Weitere Prämissen
- Die Vielfalt der Bibel weist viele innere Beziehungen auf
- Die biblischen Texte sind aus verschiedenen Elementen zusammengewachsen, trotzdem sind sie als organische Einheit zu begreifen (nach Martin Buber)
- Wir werden immer im Defizit gegenüber dem Bibeltext bleiben
- Die Schrift wird in jeder Situation aufs Neue zu Menschen sprechen
- Gott spricht verstehbar durch biblische Texte
- Wir können die Schrift nur deuten, wenn auch die Schrift uns selbst deutet
- Der Text darf es sagen, er ist in seiner Endgestalt zu respektieren, er ist ein sinnvolles Ganzes, eine Einheit, auch wenn er zusammengefügt sein sollte. Er ist die Instanz, die unser Leben kritisiert. Durch ihn kommt Gottes Wort und Handeln zur Sprache
- Die Bibel legt sich selbst aus und kritisiert sich selbst
- Der biblische Text in seiner Einheit ist wichtiger als jede Methode, das gilt auch für die historisch-kritische Methode; es gibt keine wertfreie Interpretation.
- Jeder der Schulung durch die Schrift sucht, kann zugleich lernen und lehren
- Das Interdisziplinäre ist wichtig, das Gespräch zwischen den verschiedenen Richtungen

### „Herangehensweise“ (Vorgehen)
- vorläufige Übersetzung
- Kontext und Parallelstellen
- stilistische Erscheinungen hervorheben
- Subjekte: Wer? und Gliederung
- inhaltliche Fragen: Themen und Bedeutung
- Thesen
- Assoziationen und Anspielungen erkennen
- Was geschieht mit mir beim Schreiben, Lesen und Hören?
- Kommentare spät oder gar nicht beiziehen[6]

## Politische Richtung
Diese Richtung fragt nach der politischen Bedeutung des Lesens und Auslegens der Bibel. Die Vertreter stellen zusätzlich eine Beziehung zwischen der biblischen Theologie, der Religionskritik, der materialistischen und der marxistischen Philosophie her. Dick Boer und Rinse Reeling Brouwer waren Begründer dieser Richtung.

## Liturgische Richtung
Es besteht ein Zusammenhang zwischen literarischer und liturgischer Gestalt und dem Sinn der Bibel. So entstand eine intensive Zusammenarbeit mit der niederländischen Liturgiebewegung. Beteiligt daran waren die Prof. Dr. G. van der Leeuw-Stiftung, Pfarrer S. de Vries, Pfarrer Dirk Monshouwer und Professor Joop P. Boendermaker.

## Vertreter und nahestehende Personen
- Dick Boer (* 1939), reformierter Pfarrer, Professor für Systematische Theologie in Amsterdam
- Frans Hendrik Breukelman (1916–1993), reformierter Pfarrer, wissenschaftlicher Mitarbeiter und Dozent an der Theologischen Fakultät der Universität Amsterdam 1968–1980
- Karel Adriaan Deurloo (1936–2019), reformierter Theologieprofessor und Nachfolger von Breukelman in Amsterdam ab 1978
- Bernd J. Diebner (1939–2023), evangelischer Alttestamentler und Koptologe in Heidelberg
- Jan Heller (1925–2008), evangelischer Alttestamentler in Prag
- Kleijs H. Kroon (1904–1983), reformierter Theologe und Pfarrer in Amsterdam
- Nico ter Linden (1936–2018), reformierter Pfarrer an der „Westerkerk“ in Amsterdam
- Friedrich Wilhelm Marquardt (1928–2002), evangelischer Theologe, Pfarrer, Studentenpfarrer und Theologieprofessor in Berlin
- Kornelis Heiko Miskotte (1894–1976), reformierter Pfarrer in Kortgene, Meppel, Haarlem und Amsterdam, Theologieprofessor in Leiden 1945–1959[9]
- Huub Oosterhuis (1933–2023), Philosoph und Theologe, ehemaliger Jesuit und Priester, lebte in Amsterdam als Dichter
- Andreas Pangritz (* 1954), evangelischer Theologieprofessor in Bonn
- Robbert Adrianus Veen (* 1956), evangelisch-mennonitscher Theologe, in Amsterdam und Ter Apel, Groningen
- Ton Veerkamp (1933–2022), ehemaliger Jesuit und Priester, Studentenpfarrer in Berlin, Publizist, lebte zuletzt in Norddeutschland